# Imex

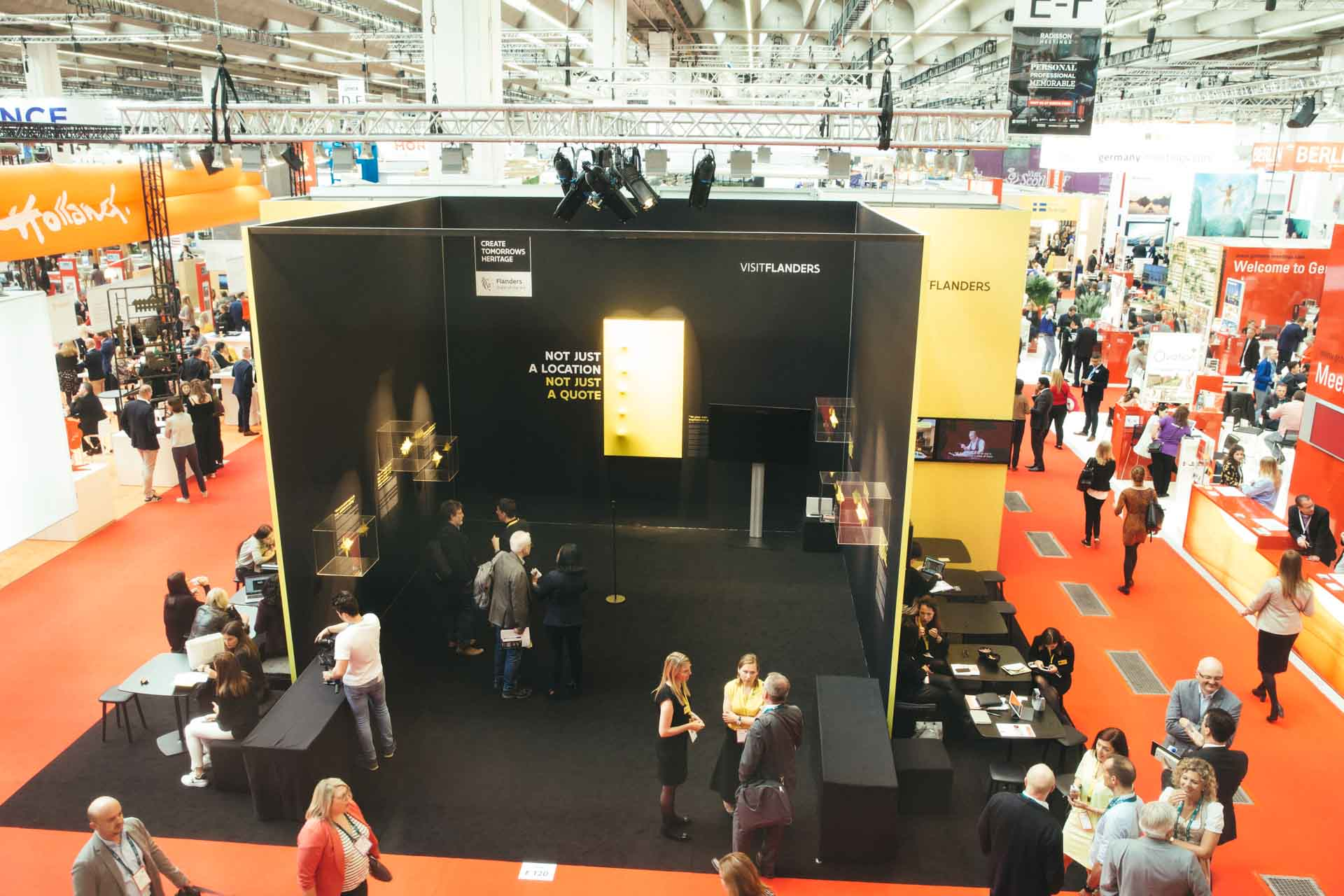
IMEX 2019

IMEX (vollständiger Name IMEX – incorporating Meetings made in Germany - The Worldwide Exhibition for incentive travel, meetings and events) ist eine Messe der Tourismus- und Eventbranche, die jedes Jahr im Mai in Frankfurt am Main und im Oktober als IMEX America in Las Vegas stattfindet.

## Inhalte
Hauptthema der Messe sind Meeting- und Incentive-Reisen. Das Organisationsteam der IMEX sitzt in Brighton.
Dazu stellen sich nationale und regionale Kongresszentren, Event- und Veranstaltungsagenturen, Wellnesshotels, Golfresorts, Autovermieter und Vertreter der Fachpresse vor und präsentieren ihre Inhalte.

## Daten und Fakten
2011 gab es 3.500 Aussteller aus 157 Ländern, z. B. internationale Tourismusbüros, Hotelgruppen, Airlines, Reiseveranstalter, Dienstleister und Branchenverbände. Die Messe wurde 2011 von etwa 9.000 Interessenten besucht.